# Primera fila (programa de televisió)
Primera fila va ser un espai de Televisió Espanyola emès entre 1962 i 1965 en el qual s'emetien obres de teatre televisat.

## Dades generals
L'espai pot ser considerat un dels pioners del seu gènere en la història de la televisió a Espanya i precursor del posterior Estudio 1 que es va mantenir 20 anys en antena.
Setmanalment i en horari de màxima audiència, actors de plantilla de TVE representaven, des dels estudis de la cadena al Passeig de la Habana de Madrid, una obra de teatre que s'emetia en directe als espectadors.
Primera fila va ser un exemple paradigmàtic de la forma de fer televisió en aquells primers anys de petita pantalla, on es prevalia la ficció sobre qualsevol altre gènere i la producció pròpia sobre l'estrangera, especialment l'estatunidenca, que en pocs anys inundaria la graella televisiva.

## Obres representades
Als llarg dels seus anys d'emissió, es va optar per representar obres tant clàssiques com contemporànies, principalment d'autors espanyols, però també estrangers. Entre els títols emesos figuren:
- Arsénico y encaje antiguo.
- Casa de muñecas.
- Con la vida del otro.
- Crimen y castigo.
- El avaro.
- El baile.
- El caso de la mujer asesinadita.
- Eloísa está debajo de un almendro.
- La señorita de Trévelez.
- La venganza de Don Mendo.
- La vida en un bloc.
- Malvaloca.
- Peribáñez o el Comendador de Ocaña.
- Pigmalión.
- Tío Vania.

## Actors
Sota la direcció de realitzadors com Juan Guerrero Zamora, Gustavo Pérez Puig o Pedro Amalio López, van actuar un planter d'actors procedents en la seva majoria del teatre, i que constitueixen el llistat d'alguns dels millors representants de l'escena espanyola del segle xx. Entre altres:
- Actors: Fernando Delgado, Valeriano Andrés, Valentín Tornos, José María Escuer, Francisco Morán, José María Prada, Tomás Blanco, José María Caffarel, Alfonso del Real, Jesús Puente, José Bódalo, Giove Campuzano, Manuel Torremocha, Manuel Dicenta, Paco Valladares, Juan Diego, Julio Goróstegui, Ismael Merlo, Félix Dafauce, Julián Mateos, Félix Navarro, Ángel Picazo, Sancho Gracia, Pastor Serrador, Fernando Guillén, Manuel Alexandre, Alfredo Landa, Carlos Larrañaga, Juanjo Menéndez, Fernando Rey, Pablo Sanz, Emilio Gutiérrez Caba, Emilio Laguna, Luis Sánchez Polack, Antonio Ferrandis, Pedro Sempson.

- Actrius: Julia Gutiérrez Caba, Tina Sáinz, María Luisa Merlo, María del Puy, Luchy Soto, María Banquer, Mary González, María Massip, Núria Torray, Mercedes Barranco, Mercedes Prendes, Nuria Carresi, Tota Alba, Margarita Calahorra, Nélida Quiroga, Carmen Bernardos, Laly Soldevila, Amparo Baró, Irene Gutiérrez Caba, María José Alfonso, Concha Cuetos, Conchita Goyanes, Lola Herrera, Concha Velasco, Asunción Villamil.